# Баландине
Бала́ндине — село в Україні, у Черкаському районі Черкаської області, підпорядковане Кам'янській міській громаді. Розташоване за 19 км на південний захід від центру громади та залізничної станції Кам'янка. Населення 598 чоловік (на 2024 рік).

## Історія

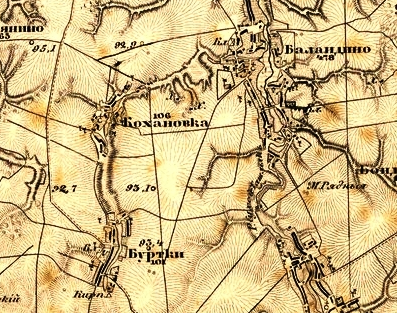
Баландине на військово-топографічній карті 1869 року

Село відоме з середини 16 століття. За історичними джерелами назва походить від білого глинистого дна місцевої річки (біле дно — Баландине).
Село було одним з найбільших в районі. У Баландиному була школа і народне училище, а також церква Покрови. Протягом 1920—1930 років у селі було створено 5 колгоспів. У 1961 році колгоспи об'єднано в колгосп ім. Шевченка.
В роки радянсько-німецької війни німецька окупація села почалася навесні 1942 року, а в червні всю молодь було вивезено до Німеччини. Повністю село було реокуповане радянськими військами 24 січня 1944 року. 296 жителів села воювали на фронтах на боці радянських сил, 165 з них загинули, 130 нагороджені бойовими орденами і медалями, 17 орденами Слави та Червоної Зірки, І. Я. Мірошниченка нагороджено орденом Леніна. Житель села Гетьман Карпо Матвійович був учасником Параду Перемоги в Москві в 1945 році.
Станом на 1972 рік в селі мешкало 1776 жителів, працював колгосп імені Шевченка, за яким було закріплено 5,5 тисяч га сільськогосподарських угідь, у тому числі 4,9 тисяч га орної землі. Основними напрямами господарства були рільництво і тваринництво. На той час в селі працювали середня школа, 4 бібліотеки з фондом 12 тисяч книг, 2 клуби, 2 медичні та фельдшерсько-акушерські пункти.

## Сучасність
У Баландинській сільській раді зареєстровано 6 селянсько-фермерських господарств: «Обрій», «Промінь», «Вікторія», Кравченко О. О., Черненко В. І., Ярошенко В. В.
У селі працюють Будинок культури, у якому розташована сільська бібліотека та працюють гуртки художньої самодіяльності, ЗОШ, дошкільний навчально-виховний заклад «Ромашка», фельдшерсько-акушерський пункт, 6 торгових точок.
На території села є обеліск Слави, два пам'ятники Невідомому солдатові, дві братські могили.

## Топоніми
Головна вулиця села носить ім'я Т. Г. Шевченка, на якій в центрі села встановлено пам'ятник. Є в селі вулиця Першотравнева, колишня назва якої — Плєвщина, яку вживають люди старшого покоління і донині. Попередню назву вулиця мала за прізвищем власниці земель польської поміщиці Плєвської. Після її смерті за вулицею і землями закріпилася назва Плєвщина. Землі села носять назви колишніх своїх власників. Є в селі яр Черниця, назва якого походить від монастиря, який там існував в давнину. Монастир мав золоті ворота і незліченні скарби, що заховані дотепер десь на території яру.

## Відомі люди

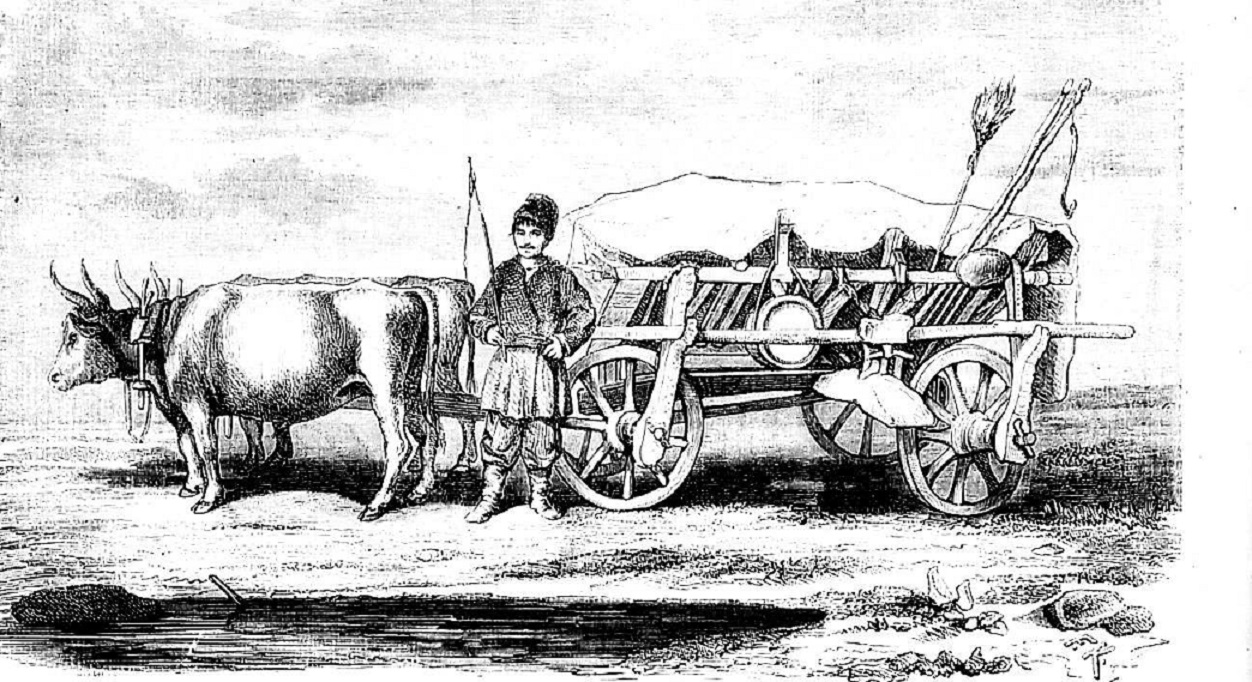
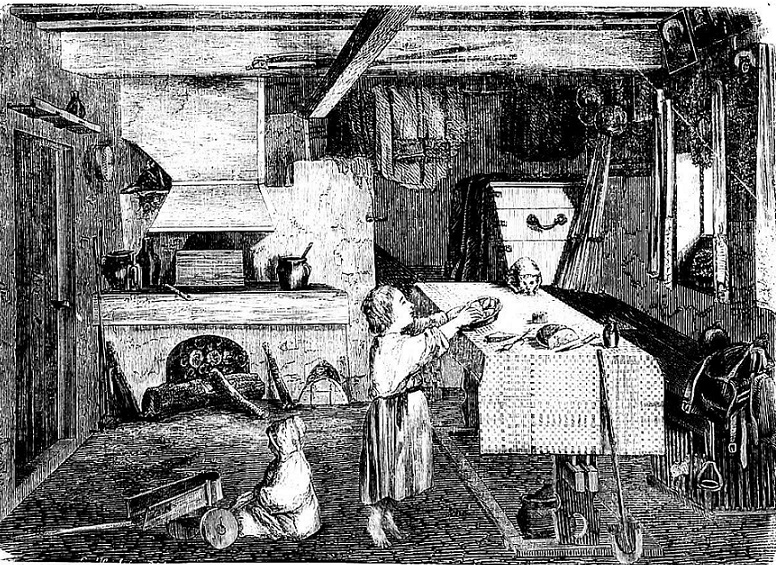

- Драченко Федір Дмитрович (*19.06.1919, с. Баландине) — журналіст. Закінчив філологічний факультет Чернівецького державного університету. Працював кореспондентом газети «Радянська Буковина» (м. Чернівці
- Юрик Віктор Сергійович (1946—2012) — український архітектор, художник, педагог.
- Юрик Полян-Пилип Сергійович (1 грудня 1956, с. Баландине) — український прозаїк, сатирик і гуморист, поет, перекладач, журналіст. Член Національної спілки журналістів України (1982) і Національної спілки письменників України (2000).

### Нагороджені
- орденом «Знак Пошани» : Н. Л. Щокань, М. А. Свистун, І. Д. Кучеренко;
- орденом Трудового Червоного Прапора: Л. П. Ярошенко, В. П. Ярошенко, М. Д. Махненко, І. Ц. Моцар, Н. Л. Щокань, І. Я. Бабенко, К. Б. Заславська, О. Г. Кутасов, М. О. Ноздренко, Г. Я. Терешкевич.